# 4-Amino-2-nitrophenol
4-Amino-2-nitrophenol ist eine chemische Verbindung aus der Gruppe der substituierten Phenole.

## Gewinnung und Darstellung
4-Amino-2-nitrophenol entsteht als unerwünschtes Nebenprodukt bei der partiellen Reduktion von 2,4-Dinitrophenol zu 2-Amino-4-nitrophenol.

## Eigenschaften
4-Amino-2-nitrophenol ist ein brennbarer, schwer entzündbarer, dunkelbrauner Feststoff. Er zersetzt sich bei Erhitzung.

## Verwendung
4-Amino-2-nitrophenol wird häufig als semipermanentes (nicht oxidatives) und als Toner in permanenten (oxidativen) Haarfärbemittel verwendet. Die durchschnittliche Konzentration in diesen Mitteln beträgt etwa 0,1 bis 1,0 %.